# Плодовый (Ульяновская область)
Плодовый — посёлок в городском округе город Ульяновск Ульяновской области.

## География
Расположен на берегу реки Свияга в 15 км от центра Ульяновска.

## История
Поселок Плодовый свою историю начинает с 1929 года с открытия подсобного хозяйства завода имени Володарского. По мере своего развития и коллективизации страны был организован колхоз «13 лет РККА». В послевоенное время, основан совхоз Молочная Ферма [Карта 1950 г.], а в 1956 году хозяйство переименовано в совхоз «Ульяновский плодопитомнический» согласно развитию своей основной отрасли — производство плодов, ягод для города и области. Кроме того, выращивались зерновые и кормовые культуры, хорошо развивалась отрасль животноводства. С февраля 1957 года по февраль 1977 года совхозом руководил Волков Николай Андреевич — участник Великой Отечественной войны.
Кроме того, хозяйство являлось племенным. Велась большая племенная работа, некоторые животные по своим показателям продуктивности были занесены в государственную племенную книгу.
Производство развивалось, строились жилые дома, построена в 1968 году средняя школа, мастерские при школе, заасфальтирована дорога, построены хранилища для хранения продукции, построены клуб, столовая, магазин, фельдшерско-акушерский пункт, баня. В 1985 году построена газовая котельная.
В 1986 г. указом ПВС РСФСР посёлок совхоза «Ульяновский» переименован в Плодовый.
С 1998 года совхоз вошел в структуру АПК «Свияга», который был создан по решению Ульяновского облисполкома для обеспечения г. Ульяновска продукцией с/х направления пригородных хозяйств. 
С 2001 года совхоз вошел в структуру Областного унитарного предприятия. 
В 2004 году посёлок вошёл в состав городского округа Ульяновск.

## Население
| 2010 |
| ---- |
| 990  |

## Известные уроженцы
Ольга Викторовна Шарапова (в девичестве — Бура́нова) — советский и российский врач. Главный врач Городской клиническая больница им. В.В. Виноградова Департамента здравоохранения города Москвы. Депутат Московской городской думы шестого (2014—2019) и седьмого созывов (2019—2024).

## Предприятия
- Плодопитомник «Плодовый».

## Инфраструктура
- Средняя общеобразовательная школа посёлка Плодовый.
- Отделение Почты России.
- Дом культуры

## Транспорт
Мимо посёлка проходит трасса А151.
В посёлок осуществляют заезд некоторые рейсы маршрутного такси 96.